# Antoni Jaroszewicz

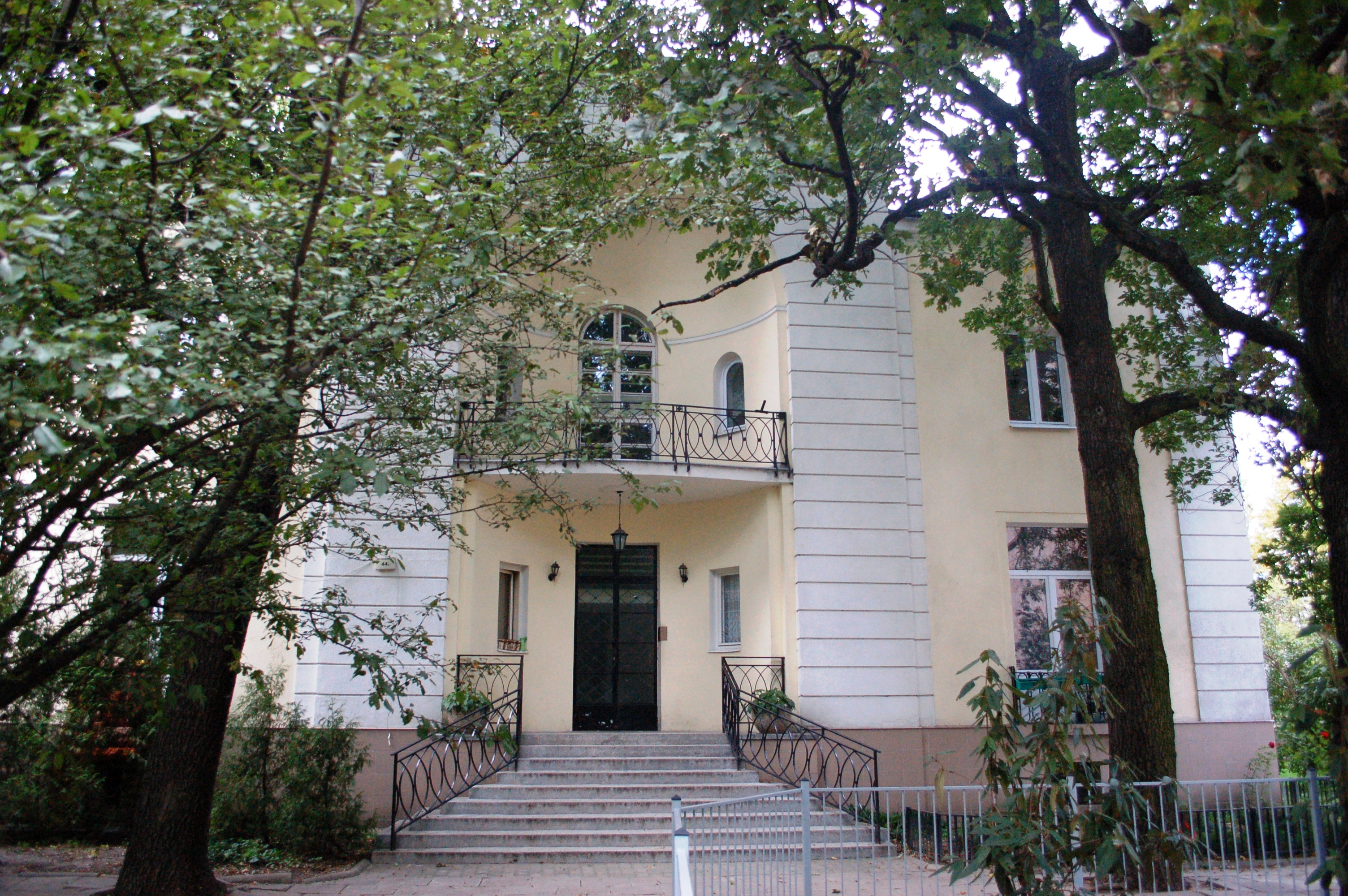
Willa Antoniego Jaroszewicza w Warszawie przy ul. Belwederskiej 44b

Antoni Jaroszewicz (ur. 9 czerwca 1881 w Simnie, zm. 13 lutego 1970 we Włochach) – polski farmaceuta, finansista, przemysłowiec, właściciel warszawskiego teatru Rex, jeden z najbogatszych Polaków okresu II RP.

## Życiorys
Jego rodzicami byli Michał Jaroszewicz, prawnik i Katarzyna Kamila z domu Jurczewska.
Był z wykształcenia farmaceutą, studiował na Cesarskim Uniwersytecie Moskiewskim (1906). Twórca Warszawskiego Banku Stołecznego (właściciel 60% udziałów) z oddziałem w Gdańsku oraz Banku Zjednoczonych Przemysłowców. Właściciel, twórca i udziałowiec licznych fabryk i przedsiębiorstw produkujących między innymi podkowy, hacle, gwoździe podkowane, drut kolczasty, odrzutniki dla karabinów maszynowych i inne wyroby precyzyjne dla wojska, wyroby drewniane, a nawet zabawki eksportowane do USA.
Jaroszewicz był znanym melomanem i amatorsko udzielał się jako tenor. Właściciel znanego warszawskiego teatru Rex, gdzie za namową Adolfa Dymszy wystąpił, co stanowiło wówczas sporą sensację. Okazjonalnie występował też w uzdrowisku w Druskiennikach, którego był współwłaścicielem.
Przed II wojną światową mieszkał przy obecnej ul. Marszałkowskiej 33 w Warszawie. Był też właścicielem podmiejskiej willi przy ul. Belwederskiej 44a, zwanej od nazwiska pierwszych właścicieli Willą Wilkoszewskich lub Willą Jaroszewicza.
Autor książki wspomnieniowej Libretto finansisty: wspomnienia 1881–1947 (Czytelnik, 1968).
Po II wojnie światowej pozbawiony majątku Antoni Jaroszewicz mieszkał skromnie w podwarszawskich Włochach, gdzie zmarł w 1970.